# Raging Grace
Raging Grace és una pel·lícula de terror britànica del 2023 dirigida i coescrita per Paris Zarcilla. La pel·lícula és protagonitzada per Max Eigenmann, Jaeden Paige Boadilla, Leanne Best i David Hayman. S'ha doblat i subtitulat al català.

## Argumentt
Una immigrant sense papers de les Filipines anomenada Joy està lluitant per guanyar-se la vida per mantenir la seva filla al Regne Unit. Un dia, Joy troba una feina ben pagada com a cuidadora d'un ancià ric afectat per una malaltia terminal. Aviat, Joy descobreix que el vell amaga molts secrets foscos que poden arruïnar tot el que ella va treballar dur.

## Repartiment
- Max Eigenmann com Joy
- Jaeden Paige Boadilla com a Grace
- Leanne Best com a Katherine
- David Hayman com el senyor Garrett

## Producció
La pel·lícula es va estrenar el 2023 al South by Southwest (SXSW) a Texas, on va guanyar el premi Narrative Feature Jury Award i el Thunderbird Rising Award al millor debut. Va guanyar tres premis al Festival Internacional de Cinema Fantàstic de Neuchâtel i va ser nominat al Premi Raindance Maverick als Premis British Independent Film de 2023 (BIFA).